# Elmer, apprenti photographe
Pour plus de détails, voir Fiche technique et Distribution.
Elmer, apprenti photographe, ou Elmer photographe (Elmer's Candid Camera en anglais), est un cartoon des Merrie Melodies réalisé par Chuck Jones en 1940 et racontant les démêlés d'Elmer Fudd (qui apparaît pour la première fois), photographe, avec le prototype de Bugs Bunny imaginé par Charlie Thorson.

## Résumé

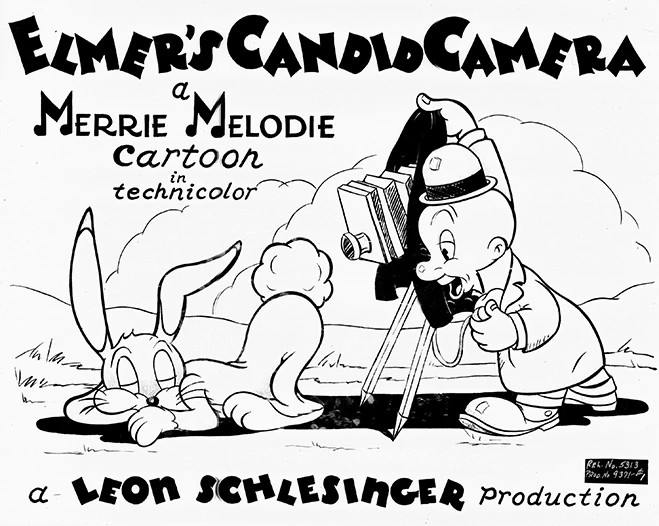

Elmer, ayant lu un traité photographique de la nature sauvage, part faire de la chasse photographique avec son petit matériel. Il suit les traces de lapin, rencontre Bugs en train de dormir. Pendant que Elmer se concentre à le prendre en photo, Bugs se réveille, va derrière lui, et lui demande ce qu'il fait. Elmer répond qu'il photographie le lapin, avant de se rendre compte qu'il répond au lapin censé être devant l'objectif. Bugs s'en va, interloqué d'être pris en photo par un inconnu. Elmer s'intéresse à un autre sujet : un petit écureuil. Le lapin, caché dans un arbre creux, lui envoie l'objectif (relié au soufflet de l'appareil photo) dans la figure. Elmer tombe contre le tronc d'un pommier, des pommes chutent sur sa tête. Plus tard, Elmer fait un cliché avec un petit oiseau. Bugs le nargue à propos d'un lapin qui voudrait prendre la pose pour lui. Elmer est fou de rage et le capture à l'aide d'un filet. Bugs mime alors la suffocation. Elmer se laisse attendrir pour finir par le libérer. Aussitôt, Bugs le recouvre du filet à son tour et repart en marmonnant dans son coin. Elmer n'en peut plus, et se jette dans l'eau d'un lac, mais ne sachant pas nager, il se noie. Bugs se porte à son secours et le remet sur pieds... pour mieux le renvoyer à coup de patte dans l'eau, mais heureusement là où l'eau est peu profonde !

## Bugs
La morphologie de Bugs Bunny est ici celle donnée par Charlie Thorson : en plus de la queue « moussue », Bugs a le bout des oreilles et du nez noir, les joues roses. C'est la forme générale utilisée précédemment dans Hare-um Scare-um.

## Fiche technique
- Réalisation : Chuck Jones (comme Charles Jones)
- Scénario :  Rich Hogan (histoire), Tedd Pierce (non crédité)
- Format : 1,37 :1 - couleur Technicolor - monophonique
- Langue de tournage : anglais
- Pays : États-Unis
- Durée  : 8 minutes
- Date de sortie : 2 mars 1940 (États-Unis)
- Production :  Leon Schlesinger
- Musique originale : Carl W. Stalling   (non crédité)
- Montage, technicien du son, éditeur des effets de son (non crédité) :  Treg Brown
- Sociétés de production :
  - Warner Bros. Pictures  (comme « Warner Bros. » )
  - The Vitaphone Corporation propriétaire du copyright (comme « The Vitaphone Corp. » )
- Sociétés de distributeurs :
  - Warner Bros. Pictures (1940) (États-Unis) (cinéma)
  - Warner Home Video (1993) (États-Unis) (VHS)
  - Warner Home Video (2003) (États-Unis et Europe) (DVD Looney Tunes : Tes héros préférés vol.1)

## Voix
- Mel Blanc (non crédité) : précurseur de Bugs Bunny
- Arthur Q. Bryan (non crédité) : Elmer Fudd

Mel Blanc utilise pour Bugs une voix semblable à celle qu'il avait créé pour Daffy Duck et Woody Woodpecker (ce dernier fera ses débuts plus tard dans l'année). Il a mis au point dans ce court métrage le timbre et les autres caractéristiques définitifs de la voix d'Elmer.

## Elmer et Tête d'œuf
Elmer est habillé à la manière de Egghead (Tête d'œuf), mais est proche de sa forme finale d'Elmer Fudd le chasseur. Par la suite, la scission du personnage de base en ces deux autres bien distincts sera complète.

## Animateurs
- Norman McCabe : chargé d'animation
- Robert McKimson : chargé d'animation (comme Bob McKimson)
- Ken Harris :  chargé d'animation (non crédité)
- Paul Julian  : artiste arrière-plan (non crédité)
- John McGrew :  artiste agencement (non crédité)

## Orchestration
- Carl W. Stalling : directeur musical
- Milt Franklyn  : chef d'orchestre (non crédité)